# Alimentador Bertello (Metropolitano)
El servicio AN-14 o alimentador Bertello del Metropolitano conecta el Terminal Naranjal con el distrito de San Martín de Porres, y una pequeña parte del Callao

## Características

### Horarios
| Servicio Alimentador | Lunes a Sabado | Lunes a Sabado | Domingo       | Domingo       |
| Servicio Alimentador | De ida         | De vuelta      | De ida        | De vuelta     |
| -------------------- | -------------- | -------------- | ------------- | ------------- |
| Regular              | 05:30 - 00:00  | 05:00 - 23:30  | 05:30 - 23:00 | 05:00 - 22:30 |

### Tarifa
| Usuarios    | Regular | Expreso |
| ----------- | ------- | ------- |
| General     | S/ 1.50 | -       |
| Estudiantes | S/ 0.75 | -       |
| CONADIS     | Gratis  | Gratis  |

## Recorrido
| Ida Bertello    | Estación Naranjal Embarque 3 - Av. Túpac Amaru - Av. Naranjal - Óvalo Naranjal - Av. Naranjal - Óvalo Canta-Callao - Av. Canta-Callao - Av. Alejandro Bertello.                                               |
| Vuelta Naranjal | Av. Alejandro Bertello (esq. Av. Los Pinos) - Av. Alejandro Bertello - Av. Canta-Callao - Óvalo Canta-Callao - Av. Naranjal - Óvalo Naranjal - Av. Naranjal - Av. Túpac Amaru - Estación Naranjal Embarque 3. |

## Paraderos[2]
| N.º | Paradero                       | Común con   |
| --- | ------------------------------ | ----------- |
| 1   | Estación Naranjal (embarque 3) |             |
| 2   | Unger                          | AN-03       |
| 3   | Hospital Los Olivos            | AN-03 AN-13 |
| 4   | Marcará                        |             |
| 5   | Las Palmeras                   |             |
| 6   | Universitaria                  | AN-13       |
| 7   | Huandoy                        | AN-13       |
| 8   | Portales de Naranjal           |             |
| 9   | Santo Domingo                  |             |
| 10  | Jardines de Naranjal           |             |
| 11  | Los Alisos                     |             |
| 12  | Los Olivos                     |             |
| 13  | Izaguirre                      |             |
| 14  | Dominicos                      |             |
| 15  | Pacasmayo                      |             |
| 16  | Bertello                       |             |
| 17  | Los Pinos                      |             |

| N.º | Paradero                       | Común con   |
| --- | ------------------------------ | ----------- |
| 1   | Los Pinos                      |             |
| 2   | Bertello                       |             |
| 3   | Pacasmayo                      |             |
| 4   | Dominicos                      |             |
| 5   | Izaguirre                      |             |
| 6   | Los Olivos                     |             |
| 7   | Los Alisos                     |             |
| 8   | Jardines de Naranjal           |             |
| 9   | Santo Domingo                  |             |
| 10  | Portales de Naranjal           |             |
| 11  | Huandoy                        |             |
| 12  | Universitaria                  | AN-13       |
| 13  | Las Palmeras                   |             |
| 14  | Marcará                        |             |
| 15  | Hospital Los Olivos            | AN-03 AN-13 |
| 16  | Unger                          | AN-03       |
| 17  | Estación Naranjal (embarque 3) |             |